# Stå upp, stå upp för Jesus
Stå upp, stå upp för Jesus är en psalmtext med tre, fyra eller fem 8-radiga verser utan kör. Den engelska texten med 5 verser, "Stand up, stand up for Jesus!" författades av J George Duffield 1858. Den publicerades i  The Church Hymn book 1872 (nr 1240). 
Den finns i en tidig översättning till svenska av Erik Nyström. Den översättningen används i bland andra Frälsningsarméns sångbok och Psalmer och Sånger 1988. En ny översättning gjordes 1880 av Jonas Stadling. Texten bearbetades 1948 och 1986.
Sången sjungs till samma melodi som Ta vara på din ungdom skriven 1837 av George James Webb.

## Publicerad i
- Sånger till Lammets lof 1877 som nr 31
- Morgonklockor, 2:a upplagan 1882
- Herde-Rösten 1892 som nr 61 under rubriken "Missionssånger:" med titeln "Stå upp för Jesus".
- Lilla Psalmisten 1909 som nr 80 under rubriken "Frälsningen"
- Fälttågs-Sånger 1916-1917 som sång nr 66 från Frälsningsarméns högkvarter, 1916.
- Svenska Missionsförbundets sångbok 1920 som nr 585 under rubriken "Ungdomsmission"
- Frälsningsarméns sångbok 1929 som nr 397 under rubriken "Strid och verksamhet - Maning till kamp".
- Segertoner 1930 som nr 51
- The English Hymnal with Tunes 1933 som nr 581 under rubriken "Mission services".
- Sionstoner 1935 som nr 600 under rubriken "Ungdom"
- Segertoner 1960 som nr 52
- Frälsningsarméns sångbok 1968 som nr 493 under rubriken "Kamp och seger".
- Psalmer och Sånger 1987 som nr 663 under rubriken "Att leva av tro - Verksamhet - kamp - prövning".[1]
- Frälsningsarméns sångbok 1990 som nr 647 under rubriken "Strid och kallelse till tjänst".